# Phlox paniculata
Флокс волотистий (лат. Phlox paniculata) — багаторічна трав'яниста рослина роду Флокс (Phlox) родини Синюхові (Polemoniaceae).
Природній ареал — південний схід США (крім Флориди), в лісах і чагарникових хащах на родючих ґрунтах. Місце зростання має бути захищеним від холодних зимових вітрів і суховіїв. 
До ґрунту невибагливий, але не витримує як його пересушування, так і перезволоження та застою води. У суху погоду потребує регулярного поливу, особливо у період формування квітів. При надмірному освітленні їх колір може стати менш яскравим.

## Ботанічний опис
Багаторічна трав'яниста кореневищна рослина до 15 см заввишки. Стебло або пагони щільного куща, який може утворювати, прямостоячі.

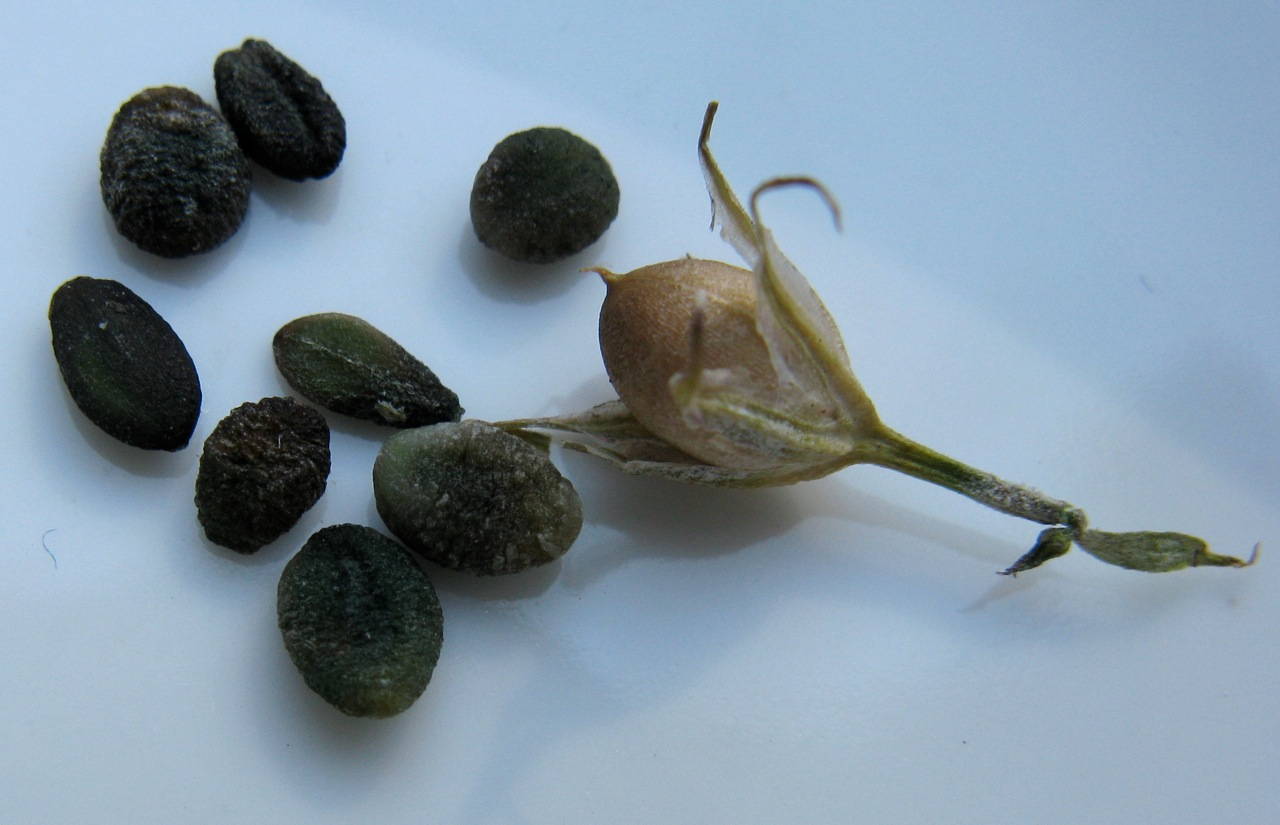
Плід і насіння флокса волотистого

Листки темно-зелені, сидячі, овально-ланцетні, яйцювато-видовжені та супротивно розміщені по всій довжині стебла.
Квіти рожевого, білого або фіолетового кольору, іноді з яскравим карміновим очком у центрі, 3-4 см у діаметрі, трубкоподібні, одноматочкові, п'ятитичинкові, з п'ятьма пелюстками, відігнутими майже або таки під прямим кутом від трубочки, утворюючи плоский віночок. Квіти зібрані у складне суцвіття на кінці пагонів — у великі щільні сережки, які приємно пахнуть (увечері сильніше). У Північній Америці вони, приваблюючи цим нічних метеликів, запилюються ними. Цвітіння починається у другій половині липня і триває протягом місяця.
Плід — овальна трьохгніздова коробочка.

### Сорти
Виведено дуже багато сортів, які різняться кольором, формою та розміром квітів, суцвіть, а також висотою рослини.
Інколи культиватори флокса волотистого об'єднували його сорти назвою Phlox hortorum Bergmans.
Отримано чимало гібридів цього виду з іншими видами флокса, зокрема з Phlox maculata.

## Культивування
Популярна декоративна садова рослина, культивується по всьому світу, з 1732 року.
Селекціонується з XIX століття.